# Anobothrus paleatus
Anobothrus paleatus är en ringmaskart som beskrevs av Hilbig in Blake, Hilbig och Scott 2000. Anobothrus paleatus ingår i släktet Anobothrus och familjen Ampharetidae. Inga underarter finns listade i Catalogue of Life.